# Villers-aux-Vents
Villers-aux-Vents település Franciaországban, Meuse megyében. Lakosainak száma 127 fő (2022. január 1.). Villers-aux-Vents Brabant-le-Roi, Laheycourt, Laimont, Louppy-le-Château és Noyers-Auzécourt községekkel határos.

## Népesség
A település népessége az elmúlt években az alábbi módon változott:
| Lakosok száma | 116  | 122  | 105  | 134  | 136  | 132  | 132  | 131  | 130  | 127  |
|               | 1968 | 1990 | 1999 | 2011 | 2013 | 2016 | 2017 | 2019 | 2020 | 2022 |